# Żelechów (gmina)
Pour les articles homonymes, voir Żelechów (homonymie).
Żelechów est une gmina (commune) mixte (urbaine-rurale) du powiat de Garwolin, dans la Voïvodie de Mazovie, dans le centre-est de la Pologne.
Son siège administratif est la ville de Żelechów, qui se situe à environ 22 kilomètres au sud-est de Garwolin (siège de la powiat) et 78 kilomètres au sud-est de Varsovie (capitale de la Pologne).
La gmina couvre une superficie de 87,64 km2 pour une population de 8 390 habitants en 2006 avec une population pour la ville de Żelechów de 4 016 habitants, et une population dans la partie rurale de 4 374 habitants.

## Histoire
De 1975 à 1998, la gmina est attachée administrativement à la voïvodie de Siedlce. Depuis 1999, elle fait partie de la voïvodie de Mazovie.

## Géographie
Outre la ville de Żelechów, la gmina inclut les villages et localités suivantes :
- Antonówka
- Bród
- Budki
- Budki Kotłowskie
- Gąsiory
- Goniwilk-Las
- Gózdek
- Huta Żelechowska
- Janówek
- Jezioro
- Józefów
- Kalinów
- Kałuskie
- Kontrowers
- Kotłówka
- Łomnica
- Łużki
- Michalin (Gąsiory)
- Michalin (Janówek)
- Nad Rzeką
- Nowy Goniwilk
- Nowy Kębłów
- Ostrożeń Trzeci
- Piastów
- Pod Lasem
- Podlasie
- Podwierzbie
- Sokolniki
- Stary Goniwilk
- Stary Kębłów
- Stefanów
- Władysławów
- Wola Żelechowska
- Zakrzówek

### Gminy voisines
La gmina de Żelechów borde la ville de Łaskarzew et est voisine des gminy suivantes :
- Górzno
- Kłoczew
- Miastków Kościelny
- Sobolew
- Trojanów
- Wola Mysłowska

## Structure du terrain
D'après les données de 2002, la superficie de la commune de Łaskarzew est de 87,64 km², répartis comme tel :
- terres agricoles : 78 %
- forêts : 15 %

La commune représente 6,82 % de la superficie du powiat.

## Démographie
Données du 31 décembre 2005 :
| description        | Total  | Total | Femmes | Femmes | Hommes | Hommes |
| ------------------ | ------ | ----- | ------ | ------ | ------ | ------ |
| Unité              | Nombre | %     | Nombre | %      | Nombre | %      |
| population         | 8 503  | 100   | 4 248  | 50,0   | 4 255  | 50,0   |
| Densité (hab./km²) | 97,0   | 97,0  | 48,5   | 48,5   | 48,5   | 48,5   |